# Нора Шопова
Нора Шопова е български модел, бивша водеща на прогнозата за времето на новините по Нова телевизия. От април до май 2020 г. заедно с Драго Драганов са лица на предаването „Питай БНТ“ по БНТ1. След това, става част от спортната редакция на медията.

## Биография
Нора Шопова е родена в Панагюрище на 07.07.1992 година. Завършва право в УНСС. Става успешен фотомодел . Снима фотосесии за едни от най-големите модни списания – GRAZIA, Harper’s Bazaar, Elle и е първата българка, била два пъти на корицата на модното списание „Vogue“.
Работи с агенции в Северна Америка, Европа и Азия и е имала ангажименти в най-големите модни столици – Ню Йорк, Париж, Лондон, Токио. Участвала е в кампании за редица големи брандове в целия свят, включително Германия, Мексико, САЩ и Дания.
Носител е на наградата „Жена на годината“ на списание „GRAZIA“ в категория „Мода“ през 2014 г., а списание „Forbes“ я включва в класацията „Топ 70 на българските знаменитости“ за 2015 г..